# El Nula

El Nula é uma cidade localizada a oeste do estado de Apure, na Venezuela; capital da paróquia de San Camilo, cuja população em 2011 era de 24.675 habitantes. Foi fundada por colonos colombianos em meados do século XX (1945).